# Nomada asozuana
Nomada asozuana là một loài Hymenoptera trong họ Apidae. Loài này được Tsuneki mô tả khoa học năm 1975.